# Aschot IV.
Aschot IV. (armenisch Աշոտ Դ; † 1040) war einer der Söhne von Gagik I. und herrschte nach dessen Tode zusammen mit seinem älteren Bruder Johannes-Sembat III. über das Königreich Armenien. Er entstammte der Dynastie der armenischen Bagratiden und trug den Beinamen Kaj, der in etwa „der Tapfere“ bzw. „der Mutige“ bedeutet. Seine Mutter war Königin Katranide II.

## Leben
Als sein älterer Bruder Johannes-Sembat 1020 zum König Armeniens gekrönt wurde, organisierte Aschot, welcher selbst Bestrebungen hatte, die Königswürde an sich zu reißen, eine Rebellion gegen den rechtmäßigen Erben. Unter anderem durch die Unterstützung Vaspurakans gelang es ihm bereits ein Jahr darauf, Ani, die Hauptstadt Armeniens, zu erobern und seinen Bruder zu entthronen.
Durch die Vermittlung von Katholikos Peter und der Intervention König Giorgis I. von Georgien konnten Aschot und Johannes-Sembat jedoch eine Einigung erzielen, in deren Rahmen Letzterer weiterhin als König Armeniens über Ani und umliegende Gebiete im Zentrum des Reiches herrschen würde, während Aschot als Aschot IV. über die Provinzen nahe Persien und Georgien regierte. Trotz dieser Vereinbarung dauerte der Streit zwischen den Brüdern jedoch weiter an, was zu Zeiten ihrer Herrschaft zu mehreren teils militärischen Konflikten führte und so die Einheit des Bagratiden-Reiches weiter schwächte.
Nachdem sowohl Aschot als auch Johannes-Sembat um 1040 verstarben, folgte Aschots noch junger Sohn den Brüdern als Gagik II. auf den Thron und regierte von 1042 bis 1045 als letzter Bagratiden-König über das Reich von Ani.